# Kurixalus baliogaster
Espèce
Synonymes
- Rhacophorus baliogaster Inger, Orlov & Darevsky, 1999

Statut de conservation UICN

 LC  : Préoccupation mineure
Kurixalus baliogaster est une espèce d'amphibiens de la famille des Rhacophoridae.

## Répartition
Cette espèce se rencontre entre 700 et 1 000 m d'altitude :
- dans la province de Gia Lai au Viêt Nam ;
- dans le sud de la cordillère annamitique au Laos.

## Publication originale
- Inger, Orlov & Darevsky, 1999 : Frogs of Vietnam: A report on new collections. Fieldiana, Zoology, New Series, vol. 92, p. 1-46 (texte intégral).